# Регенерація (у збагаченні корисних копалин)

Регенерація — у збагаченні корисних копалин регенерації підлягають обігова вода (потребує прояснення, поліпшення реологічних властивостей), мінеральна суспензія важкосередовищних сепараторів, власне обважнювач. Для ефективної Р. обігової води застосовують флотацію шламів у схемах збагачувальних фабрик, схема яких передбачає збагачення тільки крупних класів (наприклад, на збагачувальній фабриці при ш. «Комсомолець Донбасу», ВО «Шахтарськантрацит» .

## Регенерація важкої суспензії
Регенерація важкої суспензії в процесі важкосередовищної сепарації (рис. 1, 2) призначена для відновлення густини робочого середовища, максимального видалення магнетиту з промивних вод, а також очистки суспензії від шламу, який потрапляє в неї зі збагачувального вугілля. Найдосконалішим методом Р. магнетитової суспензії є магнітне збагачення. Густина реґенерованого обважнювача повинна бути у всіх випадках вищою за густину робочої суспензії. В залежності від крупності збагачуваного вугілля і прийнятої технології збагачення застосовуються різні схеми Р.: одностадійна, двостадійна і комбінована. На вітчизняних вуглезбагачувальних фабриках застосовують сепаратори для регенерації важкого середовища типу ПБР продуктивністю по важкому середовищу 180—270 м3/год.
При збагаченні вугілля залежно від крупності живлення і прийнятої технології переробки можуть бути застосовані одностадійна, двостадійна, комбінована і роздільна схеми реґенерації суспензії.